# آقای بنارسی (فیلم ۱۹۹۷)
آقای بنارسی (به هندی: Banarasi Babu) فیلمی محصول سال ۱۹۹۷ و به کارگردانی دیوید داوان است. در این فیلم بازیگرانی همچون گوویندا، رامیا کریشنان، قادرخان، بیندو، شاکتی کاپور ایفای نقش کرده‌اند.